# Салінас (місто)
Салінас (ісп.:Salinas) — курортне місто в Еквадорі на тихоокеанському узбережжі, Провінція Санта Елена. Також центр однойменного кантону Салінас із населенням понад 34,000 осіб.
Салінас — найзахідніша частина континентального Еквадору, разом із чотирма іншими населеними пунктами входить до складу агломерації Санта Елена. З огляду на унікальні бальнеологічні властивості берегової зони Салінаса, місто має загальноамериканське значення.

## Історія
Доіспанська історія території міста докладно вивчена в останні роки.

### Туризм
Центр водного туризму Еквадору, чотири великі пляжні зони. Розвинутий готельний бізнес. Серед іноземних туристів переважають громадяни США та Іспанії.